# Міріштя
Міріштя (рум. Miriștea) — село у повіті Констанца в Румунії. Входить до складу комуни Мерень.
Село розташоване на відстані 186 км на схід від Бухареста, 29 км на південний захід від Констанци.

## Населення
За даними перепису населення 2002 року у селі проживала 31 особа, з них 27 осіб (87,1%) румунів. Рідною мовою 27 осіб (87,1%) назвали румунську.